# STEP (MEGのアルバム)
『STEP』（ステップ）は、2008年6月18日に発売されたMEGの5枚目のアルバムである。

## 概要
- 前作『BEAM』以来半年ぶりとなるユニバーサルミュージック移籍第2弾アルバム。前作に続いての中田ヤスタカが全面サウンドプロデュースを担当。
- 「初回限定盤」と「通常盤」の2形態で発売。初回限定盤はビデオクリップを収録されたDVD付、そして通常盤にはボーナストラックとして、初回盤には未収録の2つのリミックスバージョンを追加収録している。
- オリコン週間チャート最高順位は8位を記録していたが、デイリーチャートでは最高5位を記録。デビュー以来初のオリコンチャートトップ10入りの作品となった。

## 収録曲

### CD
全曲作詞：MEG / 作曲・編曲：中田ヤスタカ
1. MAGIC
  - 10thシングル。
  - テレビ東京ドラマ『正しい王子のつくり方』オープニングテーマ。
2. KITTENISH
3. MAKE LOVE
4. PRISM BOY
  - アリオCMソング
5. HEART
  - 11thシングル。
  - ダリヤ「Palty」CMソング。
  - 日本テレビ「フライデーTVラボ」エンディングテーマ
6. SUPERSONIC
7. SEARCHLIGHT
8. NATALIE
9. KITTENISH <ynnk remix>
  - 通常盤のみ
10. PRISM BOY <extended mix>
  - 通常盤のみ

### DVD
初回限定盤のみ
1. MAGIC MUSIC CLIP
2. HEART MUSIC CLIP
3. MAGIC DANCE CLIP
4. HEART DANCE CLIP <VJ MIX>